# Оттавія Пікколо
Оттавія Пікколо (італ. Ottavia Piccolo; нар. 9 жовтня 1949, Больцано, Італія) — італійська акторка.

## Біографія
Свою кар'єру Оттавія Пікколо почала в 13 років, зігравши в екранізації повісті Достоєвського «Білі ночі», поставленої на італійському телебаченні Вітторіо Котаффаві. Наступного року вона знялася у класика світового кіно Лукіно Вісконті в знаменитій картині «Леопард». 
І на початку творчого шляху, і в наступні роки акторка переважно працює у телевізійних проєктах. У рідкісних випадках з'являється в кіно, наприклад у фільмах «Серафіно» (1969) П'єтро Джермі, «Зорро» (1975) Дуччіо Тессарі, «Сім'я» (1987) Етторе Сколи, а також у фільмі «Метелло» (1970) Мауро Болоніна, за яку акторка отримала кілька престижних премій. 
Акторка була «італійським голосом» принцеси Леї в «Зоряних війнах».

## Фільмографія
- Леопард / Il Gattopardo (1963)
- Madamigella di Maupin (1965)
- Faustina (1968)
- Серафіно (1968)
- Una su 13 (1969)
- Metello (1970)
- Bubù (1971)
- Un'anguilla da 300 milioni (1971)
- Solo andata (Un aller simple) (1971)
- L'evaso (La Veuve Couderc) (1971)
- Trastevere (1971)
- La cosa buffa (1972)
- Uccidere in silenzio (1972)
- Colinot l'alzasottane (L'histoire très bonne et très joyeuse de Colinot Trousse-Chemise) (1973)
- Antonie et Sebastien (1974)
- Зорро (1975)
- Mado (1976)
- La famiglia (1987)
- Da grande (1987)
- Sposi (1987)
- Barroco (1989)
- Nel giardino delle rose (1990)
- Condominio (1991)
- Barocco (1991)
- Angeli a Sud (1992)
- Il lungo silenzio (1993)
- Bidoni (1995)
- Marciando nel buio (1996)
- Tu la conosci Claudia? (2004)
- Il grande sogno (2009)